# 태장중학교 (강원)
태장중학교(台庄中學校)는 대한민국 강원특별자치도 원주시 태장동에 있는 공립 중학교이다.

## 학교 연혁
- 2007년 2월 26일 : 학교설립 인가 (12학급, 특수학급 1학급 포함)
- 2007년 3월 1일 : 제1대 교장 남동수 부임
- 2007년 3월 3일 : 제1회 입학식 거행 (12학급, 특수학급 1학급 포함, 394명 입학)
- 2007년 6월 1일 : 개교식 거행
- 2009년 3월 1일 : 2009강원도원주교육청지정 교실수업개선 연구학교 운영
- 2009년 9월 24일 : 가온누리실(도서관) 및 영어전용교실 개관식 거행
- 2010년 2월 11일 : 제1회 졸업식 거행 (졸업생 누계 382명)
- 2023년 9월 1일 : 제8대 교장 양동혁 부임
- 2025년 1월 2일 : 제16회 졸업식(115명, 누계 3,421명)
- 2025년 3월 4일 : 제19회 입학식(4학급 115명)

## 참고 자료
- 태장중학교 - 한국교육학술정보원 학교알리미